# Bilfinger SE

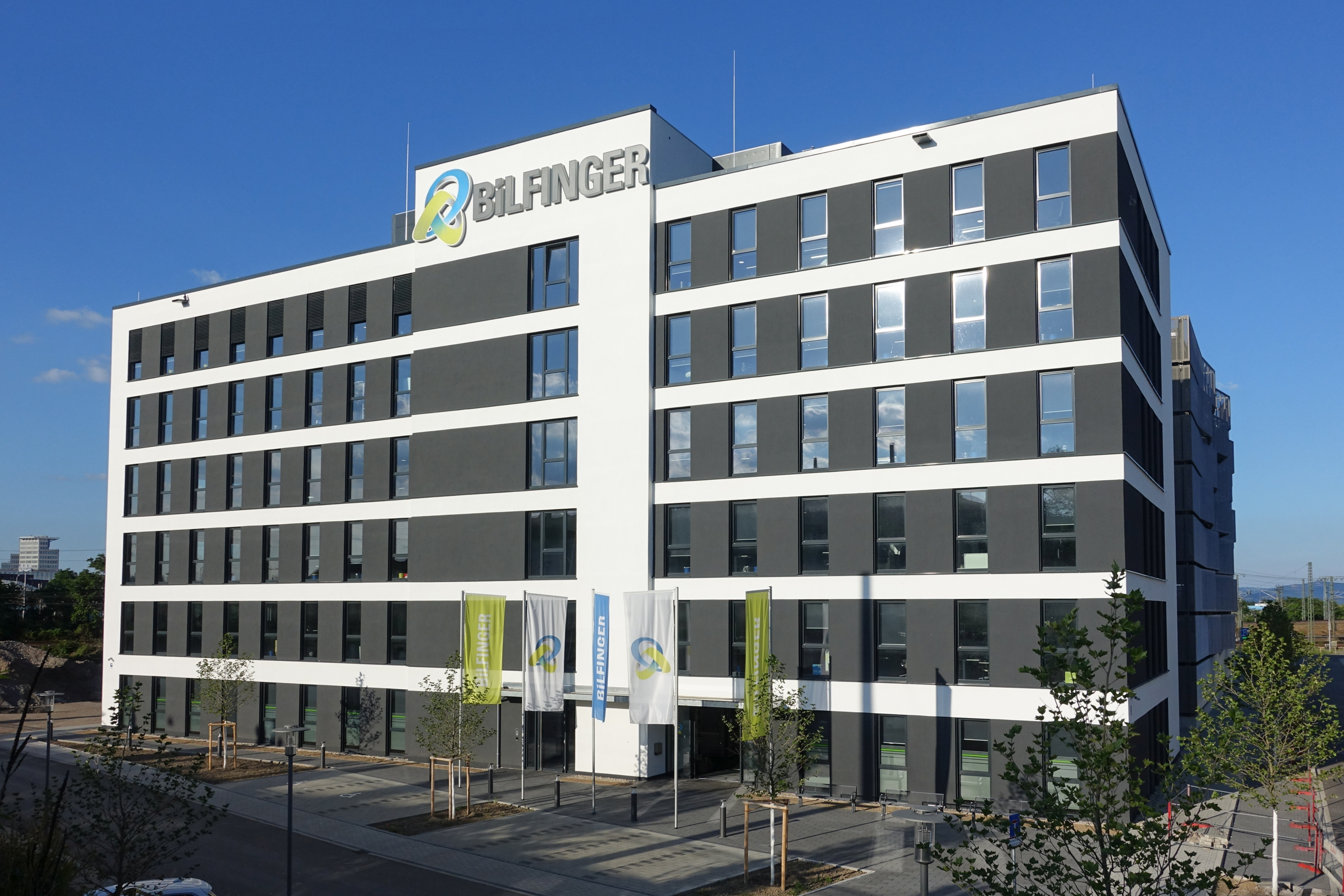
Bilfinger-Zentrale in Mannheim (2019)

Die Bilfinger SE ist ein börsennotierter Industriedienstleister, der in den Bereichen Petrochemie, Chemie, Pharma sowie Öl und Gas tätig ist. Das Unternehmen bietet Beratung, Engineering, Fertigung und Montage sowie Dienstleistungen für Instandhaltung und Generalinspektionen. Die Wurzeln des Unternehmens liegen in der Bauwirtschaft. Infolge zahlreicher Akquisitionen und Verkäufe entwickelte sich das Unternehmen jedoch zum Anbieter von Dienstleistungen für Industrieanlagen, Kraftwerke und Immobilien, und konzentrierte sich zuletzt auf Industriedienstleistungen. 

## Geschichte
1975 entstand durch die Fusion mehrerer Baugesellschaften, deren historische Wurzeln bis ins Jahr 1880 zurückreichen, die Bilfinger + Berger Bauaktiengesellschaft:

August Bernatz hatte im damaligen Reichsland Elsaß-Lothringen sein erstes größeres Projekt realisiert. 1883 ließ sich der Baumeister in Mannheim nieder. Aus seinem Unternehmen ging die Grün & Bilfinger AG hervor. Die beiden anderen Vorläuferunternehmen von Bilfinger, die Julius Berger Tiefbau AG und die Berlinische Boden-Gesellschaft, wurden im Jahr 1890 gegründet.
Die Dresdner Bank war als Aktionär an allen drei Unternehmen beteiligt. Unter der Ägide von Jürgen Ponto, ihrem späteren Vorstandssprecher, reifte in den 1960er Jahren der Plan, ein großes, international konkurrenzfähiges Bauunternehmen zu schaffen. Der erste Schritt war die 1969 vollzogene Fusion der Julius Berger mit der Bauboag, die aus der Berlinischen Boden-Gesellschaft hervorgegangen war. An diesem neuen Unternehmen erwarb die Grün & Bilfinger AG 1970 eine Mehrheitsbeteiligung. Im Jahr 1975 erfolgte die Fusion zur Bilfinger + Berger Bauaktiengesellschaft, die im Zuge der strategischen Neuausrichtung zu einem Dienstleistungsunternehmen ihre Firmenbezeichnung im Jahr 2001 in Bilfinger Berger änderte.
Bilfinger erwarb am 6. Oktober 2009 alle Anteile an der MCE Beteiligungsverwaltungs GmbH, Linz, Österreich für 350 Millionen. Euro. Die Gesellschaften der MCE-Gruppe, die 2008 bei etwa 900 Millionen Euro Umsatz einen Gewinn von rund 45 Millionen Euro oder 5 % Umsatzrendite nach EBIT erzielte, sind wie Bilfinger Industrial und Bilfinger Power auf Planung, Errichtung und Wartung von Anlagen der Prozessindustrie und der Energiewirtschaft ausgerichtet. 2008 wurden die Sparten Hochbau und Ingenieurbau in die Tochtergesellschaften Bilfinger Berger Hochbau mit Sitz in Frankfurt am Main und Bilfinger Berger Ingenieurbau mit Sitz in Wiesbaden ausgegliedert. Im Oktober 2010 wechselte Bilfinger die Rechtsform zur Aktiengesellschaft europäischen Rechts (SE, Societas Europaea). Im März 2011 verkaufte Bilfinger seine australische Beteiligungsgesellschaft Valemus Australia (ehemals Bilfinger Berger Australia) und reduzierte damit weiter den Anteil der Bauaktivitäten am Konzernumsatz.

Firmenlogo bis Herbst 2012

Im Juli 2011 wurde der ehemalige hessische Ministerpräsident Roland Koch Nachfolger des bisherigen Konzernchefs Herbert Bodner. Im Herbst 2012 wurde der Unternehmensname in Bilfinger geändert. 2012 wurde die Bilfinger Berger Ingenieurbau in Bilfinger Construction umfirmiert. 2013 veräußerte Bilfinger seine Straßenbausparte mit 240 Beschäftigten an das neu gegründete Unternehmen Betam.
Anfang August 2014 kündigte Roland Koch seinen Rücktritt an und nannte als Grund zwei gesunkene Gewinnprognosen für das laufende Jahr und unterschiedliche Ansichten mit dem Aufsichtsrat. Kurz danach übernahm der ehemalige Vorstandsvorsitzende Herbert Bodner vorübergehend sein Amt, ihm folgte ab Juni 2015 der Norweger Per Utnegaard auf dem Posten des Vorstandsvorsitzenden.
2015 wurde die Bilfinger Construction mit dem Tiefbaugeschäft an das Schweizer Bau- und Baudienstleistungsunternehmen Implenia für etwa 230 Millionen Euro verkauft. Im April 2016 wurde bekannt, dass Per Utnegaard nach weniger als einem Jahr den Posten als Vorsitzender des Vorstands zum 30. April 2016 niederlegt. Im Juni 2016 kündigte Bilfinger den Verkauf des Bau- und Immobiliengeschäftes Building & Facility an den schwedischen Finanzinvestor EQT an. Der Kaufpreis für die Sparte belief sich auf 1,2 Milliarden Euro. Bilfinger fokussierte sich dadurch auf das Geschäft mit Industriedienstleistungen. Der Verkauf wurde im September 2016 vollzogen; im Oktober 2016 wurde aus Bilfinger Building & Facility der Immobiliendienstleister Apleona.
Im Februar 2017 stellte Bilfinger seine neue Strategie Bilfinger 2020 vor, die im Februar 2020 feinjustiert wurde. Das Unternehmen konzentriert sich auf zwei Segmente, vier Business Units und sechs Industrien:
- Zwei Geschäftsfelder: Technologies (T) und Engineering & Maintenance (E&M).
- Vier Business Units: E&M Europa, E&M Nordamerika, E&M Naher Osten, Technologies.
- Sechs Industrien: Chemie/Petrochemie, Energie/Versorgung, Öl/Gas, Pharma/Biopharma, Metallurgie und Zement.

Im Februar 2018 beschloss der Aufsichtsrat, von allen zwischen 2006 und 2015 amtierenden Vorstandsmitgliedern Schadenersatz zu verlangen. Mit Zustimmung der Hauptversammlung schloss Bilfinger im Juni 2020 einen Vergleich mit den ehemaligen Vorstandsmitgliedern. Der Vergleich mit einem Gesamtvolumen von 18,2 Millionen Euro beendete die Schadenersatzforderung des Konzerns.

## Geschäftsfelder
Mit dem Verkauf der Divisionen Building, Facility Services und Real Estate wurde Bilfinger zum reinen Dienstleister für die Industrie. Seit der Vorstellung der Strategie Bilfinger 2020 wurden die Leistungen in den beiden Segmenten Technologies (T) und Engineering & Maintenance (E&M) gebündelt. Das T-Geschäft ist international aufgestellt und bietet Leistungen in allen Kernregionen an. E&M ist hingegen regional aufgestellt. Die Leistungen werden jeweils lokal angeboten und direkt beim Kunden erbracht. Die Einheiten, die nicht zum Kerngeschäft passen, wurden dem Geschäftsfeld Other Operations zugeordnet.

## Ehemalige Manager
- Roland Koch (ab März 2011 Vorstandsmitglied und vom 1. Juli 2011 bis zum 8. August 2014 Vorstandsvorsitzender)[21][22]
- Herbert Bodner (Vorstand seit 1997, Vorsitzender 1999–2011 und 2014)
- Jürgen Hambrecht (Aufsichtsrat bis Mai 2008)
- Rolf Dill (Direktor, Vorstand der Bilfinger + Berger Bau-AG)[23]

## Aktie
Die Aktie des Unternehmens notiert im Aktienindex MDAX.
| Anteil  | Anteilseigner                              |
| ------- | ------------------------------------------ |
| 75,30 % | Institutionelle Anleger                    |
| 14,99 % | Cevian Capital                             |
| 6,06 %  | Institutionelle Anleger Deutschland        |
| 19,88 % | Institutionelle Anleger Vereinigte Staaten |
| 20,81 % | Institutionelle Anleger Großbritannien     |
| 3,09 %  | Institutionelle Anleger Schweiz            |
| 1,34 %  | Institutionelle Anleger Skandinavien       |
| 3,70 %  | sonstige institutionelle Anleger           |
| 22,52 % | Streubesitz/Keine Angaben                  |
| 0,23 %  | Aktien im Eigenbestand                     |

Stand: 31. Dezember 2024

## Großprojekte

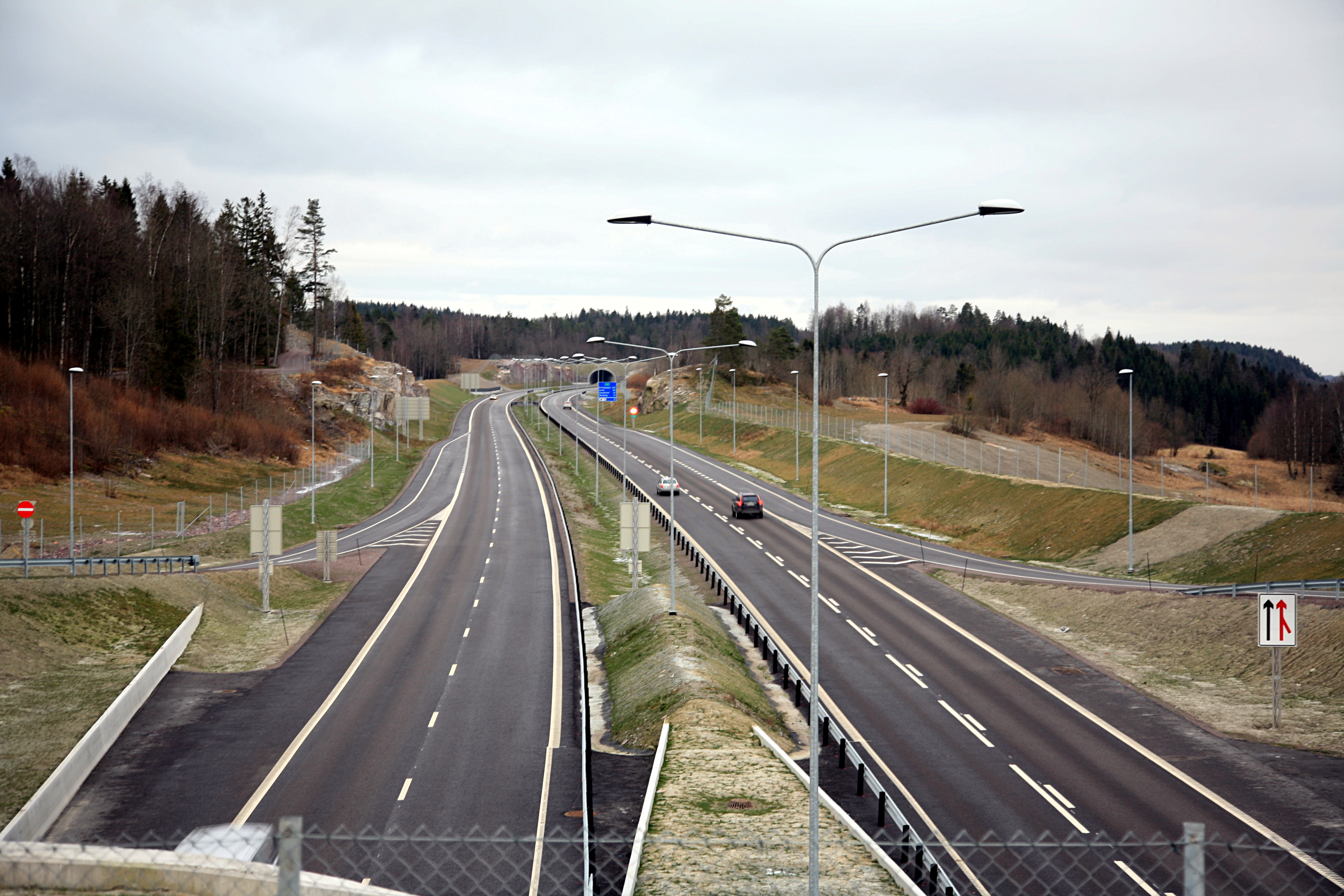
Europastraße 18 in Norwegen

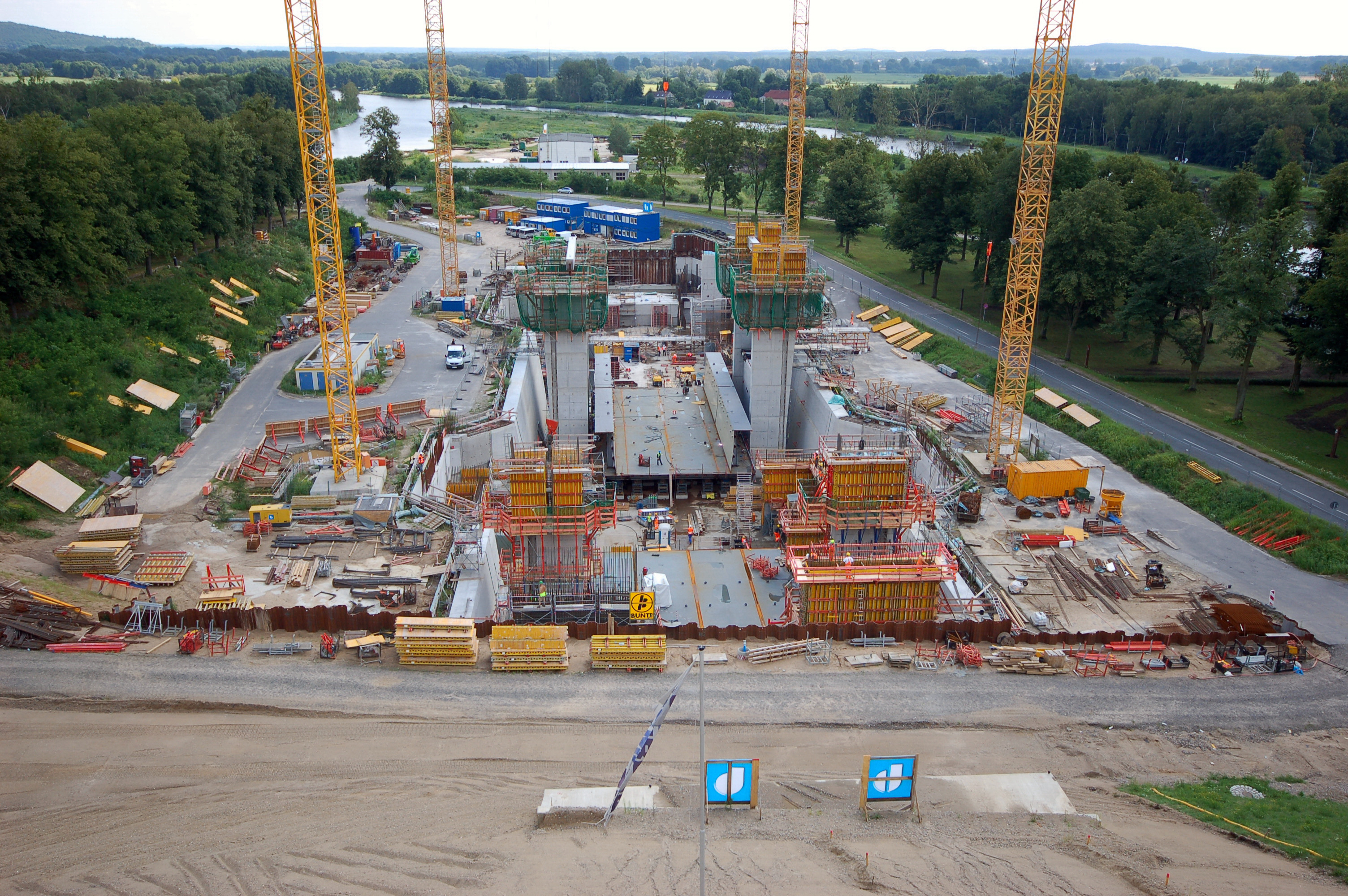
Schiffshebewerk Niederfinow Nord

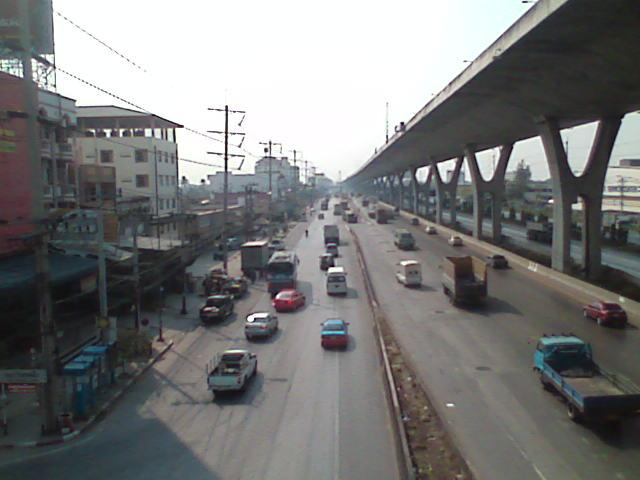
Bang Na Expressway in Thailand

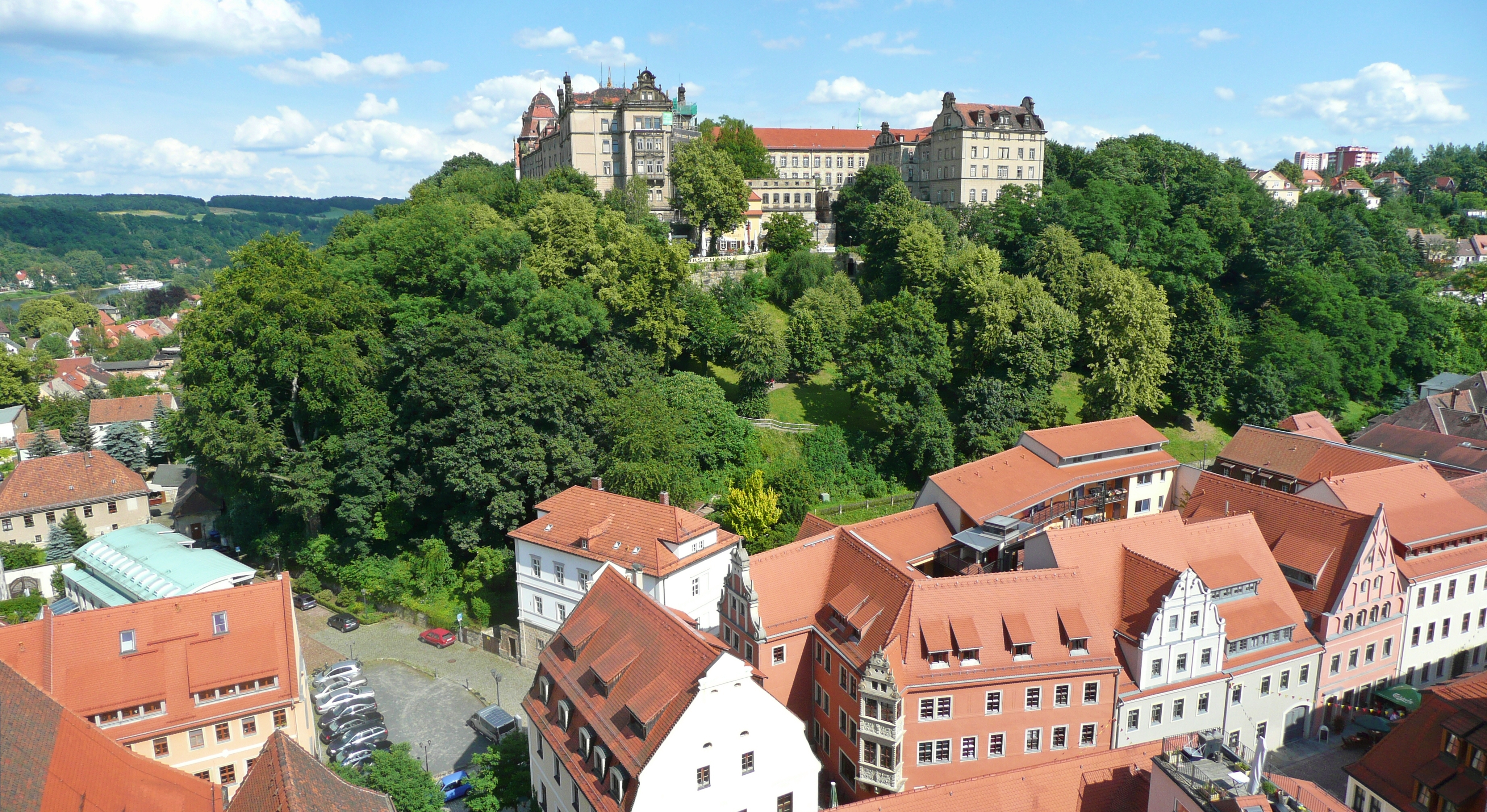
Schloss Sonnenstein

- Unterstützung beim Aufbau einer Gasverflüssigungsanlage in Norwegen
- Bauabschnitt des Gotthard-Basistunnels
- Schlüsselfertige Errichtung eines Stadtteils in Doha (Katar)
- Wasserstraßenkreuz Magdeburg (Schleuse Rothensee und Kanalbrücke Magdeburg 1997–2003)
- Planung, Errichtung und Betrieb einer JVA in Burg (bei Magdeburg)
- Finanzierung, Planung, Bau und Betrieb des autobahnähnlichen Ausbaus des südlichen Endes der Europastraße 18 in Norwegen
- Finanzierung, Planung, Bau und Betrieb der Mautbrücke Golden Ears Bridge inklusive Anbindung in Vancouver, Kanada
- Betrieb der Commerzbank-Arena in Frankfurt und der Lanxess Arena in Köln
- Neubau des Schiffshebewerks Niederfinow Nord[26]
- Neubau der Hochstraße Bang Na Expressway in Thailand wurde von 1995 bis 2000 von dem „Joint Venture BBCD“ gebaut, welches aus Bilfinger Berger und dem thailändischen Ch. Karn-Chang bestand. Die Gesamtkosten betrugen mehr als 1 Milliarde US-Dollar.[27]
- Sanierung und Umnutzung von Schloss Sonnenstein zum Sitz der Kreisverwaltung des Landkreises Sächsische Schweiz-Osterzgebirge (2009–2012)
- Bau der Nord-Süd-Stadtbahn in der Kölner Innenstadt
- Neues Stadtbahnnetz in Edinburgh (Schottland)
- Großkraftwerk Mannheim Block 9 (Deutschland)
- Großbauprojekt auf der Bundesautobahn 1 (eine Öffentlich-private Partnerschaft, zusammen mit Johann Bunte und John Laing plc). Der Vertrag mit der Bundesregierung wurde 2008 abgeschlossen. Betreiberunternehmen ist die u. a. von Bilfinger gegründete A1 mobil GmbH.[28] Das gebildete Konsortium wird 30 Jahre für den Ausbau und die Erhaltung des sechsstreifigen Ausbaus der Autobahn A 1 zwischen Hamburg und Bremen verantwortlich sein.[29] Für zusätzliche Sicherheitsmaßnahmen zur Unfallvermeidung in den Baustellenbereichen kam der Bund auf.[30] Im Gegenzug erhält, statt des Staates, der private Unternehmensverbund einen Teil der Einnahmen aus der anfallenden Lkw-Maut; wie hoch dieser Anteil ist, unterliegt der Geheimhaltung.[29]
- Bau der U-Bahn-Strecke „Unter den Linden“ im Zentrum Berlins[31]

## Kontroversen
Im Februar 2010 wurde der Verdacht auf Betrug durch Mitarbeiter von Bilfinger beim Bau der Nord-Süd-Stadtbahn in Köln laut. Dabei ging es um den Vorwurf von gefälschten Messprotokollen bei der Erstellung der Schlitzwände an der Baugrube sowie um nicht eingebaute Teile der Stahlbewehrung in den Schlitzwänden. Der Vorwurf wurde von Bilfinger am 24. Februar 2010 als zutreffend erklärt. Im Juni 2020 erzielte Bilfinger einen Vergleich, mit dem alle zivilrechtlichen Forderungen im Zusammenhang mit dem eingestürzten Stadtarchiv abgegolten sind.
Ende Februar 2010 folgte ein Verdacht auf gefälschte Protokolle beim Bau der Schnellfahrstrecke Nürnberg–Ingolstadt sowie beim U-Bahn-Bau in Düsseldorf.
Aufgrund von Korruptionsvorwürfen in den USA verordnete das Justizministerium 2013 dem Konzern einen externen Aufpasser, einen sogenannten Monitor. Im Dezember 2018 zertifizierte der Monitor das Compliance-System von Bilfinger und erklärte das Monitorship für beendet.
Ein gerichtliches Nachspiel hatte 2017 die Entlassung der internen Chefermittlerin für Compliance-Vorwürfe, Marie-Alix von Meiningen, die u. a. Korruptionsvorfälle in Oman untersuchte. Sechs Tage nachdem sie die Firma verlassen hatte, wurde der Abschluss eines neuen 200-Millionen-Dollar-Auftrages in jenem Land bekanntgegeben. Im Januar 2020 einigten sich die Parteien außergerichtlich in gegenseitigem Einvernehmen auf die Beendigung des Arbeitsverhältnisses von Frau von Meiningen bei Bilfinger.
Bilfinger hatte 2017 Aufträge in Millionenhöhe zum Bau der Pipeline Nord Stream 2 bekanntgegeben. Im Januar 2021 kündigte Bilfinger die Kündigung dieser Verträge an.